# Grafeneggsches Benefiziumshaus

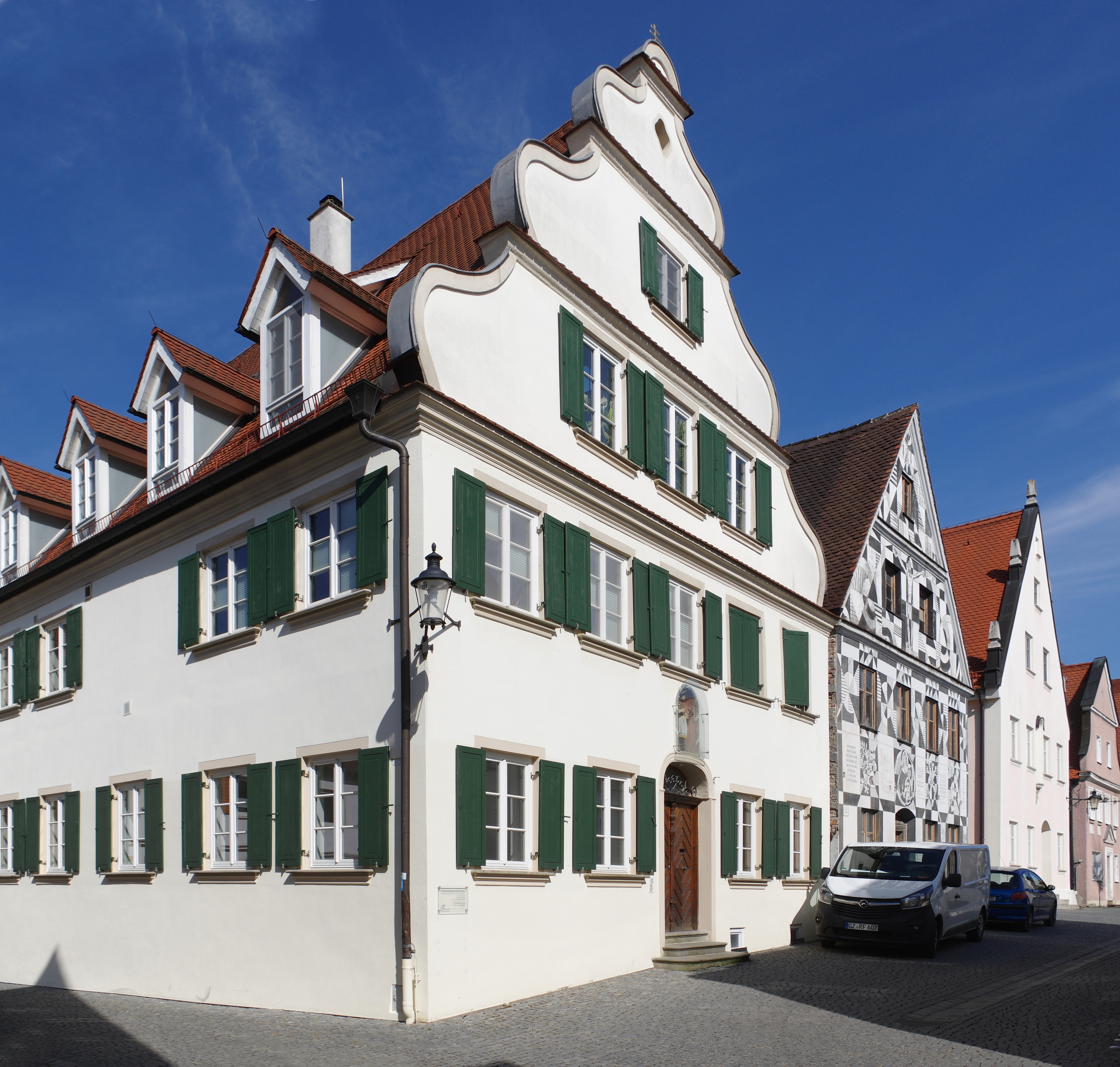
Benefiziumshaus in Günzburg

Das Grafeneggsches Benefiziumshaus in Günzburg, einer Stadt im schwäbischen Landkreis Günzburg, wurde im 18. Jahrhundert errichtet. Das Gebäude an der Institutstraße 14 ist ein geschütztes Baudenkmal.

## Geschichte
Maria Elisabeth Gräfin von Grafenegg († 21. September 1744) stiftete in ihrem Testament vom 22. November 1740 12.000 fl. und das Haus, in dem sie gewohnt hatte, als Benefizium. Von den Einkünften sollte ein Benefiziat leben mit der Verpflichtung, wöchentlich drei Messen zu lesen.

## Beschreibung
Das zweigeschossige Wohnhaus mit fünf zu sechs Fensterachsen wurde im zweiten Viertel des 18. Jahrhunderts errichtet. Es liegt freistehend mit seinem Schweifgiebel zur Institutstraße und mit seiner Längsseite zur Postgasse. Der massive Bau aus Backstein wurde vermutlich kurz nach dem Stadtbrand von 1735 gebaut. Das in der Mittelachse sich befindende Portal mit drei vorgelegten Steinstufen besitzt eine zweiflügelige Rautentür mit eisernen Ziehknäufen. Die Steingewände sind mit Profilkämpfern versehen. Der Korbbogenschluss dient als Oberlicht und ist mit einem Schweifwerkgitter geschützt. Über dem Türbogen befindet sich eine Nische mit der Holzfigur des hl. Johannes Nepomuk, die um 1740/50 geschaffen wurde. Die Fenster der vorkragenden Geschosse besitzen profilierte Sohlbänke und Klappläden. Das Traufprofil am Fuß des dreigeschossigen Schweifgiebels ist ebenso wie die anderen Geschossprofile mit Ziegeln gedeckt. Die Profile sind mit den Schweifbögen verkröpft. Die Rückseite des Hauses besteht aus verputztem Fachwerk.
Die Haustreppe führt bis ins Dachgeschoss, sie ist mit Podesten und einem profilierten Handlauf aus Eiche gefertigt. Die Anfängerpfosten bestehen aus zierlichen Vierkantbalustern. Auf den Gängen sind Weichholzdielen und Putzdecken über Hohlkehlen zu sehen.